# Kunnati laid
Kunnati laid ist eine unbewohnte Insel, 320 Meter von der größten estnischen Insel Saaremaa entfernt. Die Insel liegt in der Landgemeinde Saaremaa im Kreis Saare. Sie liegt in der Bucht Kõiguste laht im Kahtla-Kübassaare hoiuala.
Kunnati laid ist 360 Meter lang und 140 Meter breit, und somit die größte Insel in der Kõiguste laht.